# Tancament patronal
El tancament patronal o locaut (també conegut per l'expressió anglesa lockout) és la principal mesura de conflicte que pot fer servir l'empresari i consisteix en la clausura temporal del centre de treball decidida unilateralment per ell mateix, com una mesura de conflicte davant els treballadors, que es veuen impossibilitats per a exercir llur activitat laboral.
El tancament pot ser de dues classes:
- locaut ofensiu o agressiu: és aquell que fa l'empresari com a mesura de conflicte col·lectiu sense tenir com a referència prèvia cap alteració col·lectiva per part dels treballadors.
- locaut defensiu o de resposta: és aquell en què l'empresari tanca prenent com a referència una alteració col·lectiva per part dels treballadors.

## El reconeixement constitucional del locaut en el dret comparat
La Constitució espanyola de 1978 no reconeix explícitament el dret al tancament patronal, a diferència del que succeeix amb el dret de vaga, reconegut a l'article 28.2. En canvi, sí que recull a l'article 37.2 «el dret dels treballadors i dels empresaris a adoptar mesures de conflicte col·lectiu», tot assenyalant a continuació que «la llei que reguli l'exercici d'aquest dret […] inclourà les garanties que calguin per a assegurar el funcionament dels serveis essencials de la comunitat».
Basant-se en aquest article, el Tribunal Constitucional espanyol ha mantingut que la Constitució empara únicament la modalitat de tancament defensiu o de resposta quan es pretengui impedir comportaments il·legals dels treballadors en vaga.
Solució ben diferent és l'adoptada per la Constitució de la República Portuguesa de 1976, la qual prohibeix expressament el tancament patronal (article 57.3).
Altres opcions quant a la constitucionalitat del locaut es poden trobar en la resta d'ordenaments jurídics europeus. Cal destacar, però, que l'acceptació del tancament patronal en el dret comparat sol derivar sobretot del seu reconeixement per part de la jurisprudència més que d'un reconeixement exprés als diversos textos constitucionals.

## La regulació del locaut en dret espanyol
A Espanya, el tancament patronal és regulat pel Reial Decret-Llei 17/1977, de 4 de març, sobre Relacions de Treball. El 1980, aquesta norma preconstitucional fou objecte d'un recurs d'inconstitucionalitat, presentat per un grup de cinquanta-dos diputats, encapçalats per Nicolás Redondo Urbieta, llavors secretari general de la Unió General de Treballadors (UGT) i diputat del PSOE per Biscaia. La sentència 11/1981 de 8 d'abril del Tribunal Constitucional va declarar inconstitucionals alguns dels preceptes d'aquesta norma, però va considerar-ne com a constitucionals la majoria, entre d'altres tots els referents al locaut, per la qual cosa, a Espanya, el locaut roman regulat per un text d'abans de la Constitució de 1978. Tot i així, la doctrina constitucional ha determinat l'extensió del lock-out, establint que no es pot realitzar com a mesura de conflicte, ja que el model espanyol del dret de vaga parteix de la concepció de que hi ha una desigualtat material en la relació empresari-treballadors, sent la vaga una eina adequada per a restablir la igualtat material, no tenint l'empresari aquesta eina al seu abasta (ens referim al lock-out o també conegut com a "vaga d'empresa"). Això és així perquè, a diferència d'altres països com França, no reconeixem la igualtat d'armes en la relació de conflicte entre l'empresari i els treballadors.
Altra cosa és la prohibició d'ocupació del centre de treball, ja que el Tribunal Constitucional reconeix a l'empresari la facultat d'impedir als treballadors accedir al seu lloc de treball, només en cas d'amenaça greu per a les persones o per a les instal·lacions de l'empresa, o en cas que l'ocupació pertorbi l'activitat empresarial, dificultant el procés productiu.
En resum, l'empresari no pot realitzar el lock-out com a mesura per a pressionar als treballadors en el conflicte col·lectiu. Tampoc pot impedir l'accés a les instal·lacions de l'empresa als treballadors ni als vaguistes, llevat que existeixi un risc greu i constatat per a les persones o per a les instal·lacions de l'empresa o que l'ocupació estigui pertorbant l'activitat empresarial, dificultant el procés productiu. De manera que l'ocupació pacífica del centre de treball no farà que la vaga sigui il·legal, no podent l'empresari impedir l'accés als vaguistes.